# Gran Premio d'Argentina 1958
Il Gran Premio d'Argentina 1958 fu la prima gara della stagione 1958 del Campionato mondiale di Formula 1, disputata il 19 gennaio sul Circuito di Buenos Aires.
La corsa vide la vittoria di Stirling Moss su una Cooper T43 iscritta dal Rob Walker Racing Team. Fu la prima vittoria per una squadra privata e per un'automobile a motore posteriore.
Secondi e terzi classificati i ferraristi Luigi Musso e Mike Hawthorn.

## Qualifiche
| Pos | N° | Pilota             | Auto          | Squadra                | Tempo  | Distacco |
| --- | -- | ------------------ | ------------- | ---------------------- | ------ | -------- |
| 1   | 2  | Juan Manuel Fangio | Maserati      | Scuderia Sud Americana | 1:42.0 | -        |
| 2   | 20 | Mike Hawthorn      | Ferrari       | Scuderia Ferrari       | 1:42.6 | +0.6     |
| 3   | 18 | Peter Collins      | Ferrari       | Scuderia Ferrari       | 1:42.6 | +0.6     |
| 4   | 4  | Jean Behra         | Maserati      | K Kavanagh             | 1:42.7 | +0.7     |
| 5   | 16 | Luigi Musso        | Ferrari       | Scuderia Ferrari       | 1:42.9 | +0.9     |
| 6   | 6  | Carlos Menditeguy  | Maserati      | Scuderia Sud Americana | 1:43.7 | +1.7     |
| 7   | 14 | Stirling Moss      | Cooper-Climax | RRC Walker Racing Team | 1:44.0 | +2.0     |
| 8   | 8  | Harry Schell       | Maserati      | J Bonnier              | 1:44.2 | +2.2     |
| 9   | 10 | Paco Godia         | Maserati      | Privato                | 1:49.3 | +7.3     |
| 10  | 12 | Horace Gould       | Maserati      | H.H. Gould             | 1:51.7 | +9.7     |

## Gara
| Pos | N° | Pilota             | Costruttore   | Giri | Tempo/Causa Ritiro | Pos partenza | Punti |
| --- | -- | ------------------ | ------------- | ---- | ------------------ | ------------ | ----- |
| 1   | 14 | Stirling Moss      | Cooper-Climax | 80   | 2:19:33.7          | 7            | 8     |
| 2   | 16 | Luigi Musso        | Ferrari       | 80   | +2.7 secondi       | 5            | 6     |
| 3   | 20 | Mike Hawthorn      | Ferrari       | 80   | +12.6 secondi      | 2            | 4     |
| 4   | 2  | Juan Manuel Fangio | Maserati      | 80   | +53.0 secondi      | 1            | 4     |
| 5   | 4  | Jean Behra         | Maserati      | 78   | +2 Giri            | 4            | 2     |
| 6   | 8  | Harry Schell       | Maserati      | 77   | +3 Giri            | 8            |       |
| 7   | 6  | Carlos Menditeguy  | Maserati      | 76   | +4 Giri            | 6            |       |
| 8   | 10 | Paco Godia         | Maserati      | 75   | +5 Giri            | 9            |       |
| 9   | 12 | Horace Gould       | Maserati      | 71   | +9 Giri            | 10           |       |
| Rit | 18 | Peter Collins      | Ferrari       | 0    | Semiasse           | 3            |       |

## Statistiche

### Piloti
- 7ª vittoria per Stirling Moss
- 29ª e ultima pole position per Juan Manuel Fangio
- 23º e ultimo giro più veloce per Juan Manuel Fangio
- 50º Gran Premio per Juan Manuel Fangio

### Costruttori
- 1° vittoria per la Cooper
- 10ª e ultima pole position per la Maserati
- 15º e ultimo giro più veloce per la Maserati

### Motori
- 1° vittoria per il motore Climax
- 10ª pole position per il motore Maserati

### Pneumatici
- 10° e ultima vittoria per la Continental

### Giri al comando
- Jean Behra (1)
- Mike Hawthorn (2-9)
- Juan Manuel Fangio (10-34)
- Stirling Moss (35-80)

## Classifiche Mondiali

### Piloti
| Pos | Pilota             | Punti |
| --- | ------------------ | ----- |
| 1   | Stirling Moss      | 8     |
| 2   | Luigi Musso        | 6     |
| 3   | Mike Hawthorn      | 4     |
| 4   | Juan Manuel Fangio | 4     |
| 5   | Jean Behra         | 2     |

### Costruttori
| Pos | Team          | Punti |
| --- | ------------- | ----- |
| 1   | Cooper-Climax | 8     |
| 2   | Ferrari       | 6     |
| 3   | Maserati      | 3     |